# Estación de Arriaga (Bilbao)
Arriaga es una estación del tranvía de Bilbao. Se ubica en el Casco Viejo (distrito de Ibaiondo), justo detrás del Teatro Arriaga. Fue inaugurada el 18 de diciembre de 2002 y pertenece a la zona tarifaria TRA.
Tiene una correspondencia de larga distancia con las líneas 1 y 2 del Metro de Bilbao en la estación de Zazpikaleak/Casco Viejo.

## Accesos
- C/ Ribera, 5